# فوق الشبهات (فلم)
فوق الشبهات (بالإنجليزية: Above Suspicion) فيلم إثارة، وجريمة، وسيرة ذاتية أمريكي لعام 2019، من إخراج فيليب نويس، ومن سيناريو لكريس جيرولمو، استنادًا إلى كتاب جو شاركي غير الخيالي الذي يحمل نفس العنوان، والذي يدور حول مقتل سوزان سميث. التمثيل للنجوم إميليا كلارك، وجاك هوستون، وصوفي لوي. صدر الفيلم في الولايات المتحدة في 7 مايو 2021.

## طاقم التمثيل
- إميليا كلارك: في دور سوزان سميث
- جاك هيوستن: في دور مارك بوتنام
- صوفي لوي: في دور كاثي بوتنام
- أوستن هيبير: في دور راندي ماكوي
- ثورا بيرش: في دور جولين
- جوني نوكسفيل: في دور كاش
- بريان لي فرانكلين: في دور روفوس
- لوك سبنسر روبرتس: في دور بونز
- كيفن دن: في دور بوب سينجر
- كريس مولكي: في دور تود إيسون
- عمر بنسون ميلر: في دور دنفر رودس
- بريتاني أوجرادي: في دور جورجيا بيل
- مات كومز: في دور شرطي من ولاية كنتاكي
- جوشوا جيويل: في دور عميل سري لمكتب التحقيقات الفدرالي
- جون سوليفان: في دور عميل سري لمكتب التحقيقات الفدرالي[7]

## ملخص أحداث الفيلم
يروي الفيلم القصة الحقيقية لسوزان سميث (إميليا كلارك)، مخبرة مكتب التحقيقات الفيدرالي التي قُتلت على يد عميل مكتب التحقيقات الفدرالي المسئول عنها مارك بوتنام (جون هيوستن) في نهاية الثمانينات. يبدأ صوت سوزان وهي تتحدث من وراء القبر لنعرف كيف سقطت سوزان المتقلبة، والمدمنة، والتي تعيش في مدينة تعدين كئيبة مع صديقها السابق السيئ كاش (جوني نوكسفيل)، وتبدأ علاقة عاطفية مع مارك، وتزوده بمعلومات حول سلسلة من عمليات السطو على البنوك. يبدأ مارك، على الرغم من تلاعباته الواضحة، يقدم نوعًا من الأمل لسوزان التي تحلم به بعد ان يترك زوجته كاثي (صوفي لوي) وطفلها من أجلها. تستمر سوزان في تعاطي بودرة الأفيون، ومصادقة شقيقتها جولين (ثورا بيرش) الذكية والمركزة.
تكمن المشكلة في أن علاقتها مع مارك متخلفة للغاية لدرجة أنه من الصعب معرفة ما الذي يجمعهما، بخلاف الانجذاب الجنسي، ويصبح هذا النقص مشكلة مزعجة بشكل متزايد بمجرد أن تبدأ سوزان في التعمق في حياة مارك، وتصادق زوجته كاثي (صوفي لوي)، التي تعرف أنها مخبرة ولكنها لا تعلم أنها على علاقة غرامية مع مارك الذي يصعب عليه التخلص من سوزان المتشبثة، التي ليست على استعداد للسماح له بالرحيل بسهولة. تصبح سوزان وكاثي ودودين قبل تأكيد مخاوف كاثي بشأن تورط زوجها مع سوزان، وبطريقة ما، تتطلع سوزان إلى كاثي وحياتها المثالية مع الرجل الذي تعتقد سوزان أنها تستحقه. لا يستغرق الأمر وقتًا طويلاً حتى يتحول الحسد غير المؤذي إلى غيرة مدمرة حين تقرر سوزان أنها تفضل التسبب في أضرار جانبية قصوى في حياة بوتنام بدلاً من الاختفاء بهدوء، وتهدد بفضحه وتدفع بوتنام لإسكاتها، وقتلها. يتم القبض على العميل مارك بوتنام في عام 1990، وتسجيل هذه القضية كأول مرة يدان فيها عميل في مكتب التحقيقات الفيدرالي بجريمة قتل.

## استقبال الفيلم
منح موقع الطماطم الفاسدة الفيلم تقييماً مقداره 28% بناءاً على آراء 36 ناقداً سينمائياً، ومنح موقع ميتاكريتيك الفيلم 46% بناءاً على آراء 9 نقاد.
كتب موقع الناقد روجر إيبرت: «يفشل الفيلم في اختبار» فيلم عن قصة حقيقية«، حيث أن القراءة عن الحالة الفعلية أكثر إثارة للاهتمام من مشاهدة الفيلم، الذي سيصبح علامة غير جيدة في مسيرة إميليا كلارك وجاك هيوستن»، ومنح الموقع الفيلم نجمة ونصف من أصل أربعة نجوم.
كتب تيم كوجشيل في نقد فيلم الاسبوع لوس انجيلوس في 13 مايو 2021: «إنها كلها أشياء مثيرة للاهتمام، لكنها ليست غذاءاً لفيلم. لا يوجد ما يكفي لملء فيلم مثل هذا».

## روابط خارجية
- مقالات تستعمل روابط فنية بلا صلة مع ويكي بيانات